# Salier
Die Salier waren ein ostfränkisches Adelsgeschlecht im römisch-deutschen Reich des 10. bis 12. Jahrhunderts. Ihr Stammgebiet waren der Speyergau, Wormsgau und Nahegau. Später waren sie phasenweise Herzöge von Lothringen und Franken. Von 1024 bis 1125 kamen aus diesem Geschlecht die römisch-deutschen Könige und Kaiser. Das Jahrhundert der salischen Kaiser gilt als das Jahrhundert, in dem die dramatische Auseinandersetzung zwischen Kaiser- und Papsttum um die Frage, ob die Kirche ein höheres göttliches Recht gegenüber den weltlichen Herrschern besitze oder nicht eher umgekehrt, ihren Anfang nahm.
Die Salier sind nicht zu verwechseln mit den Salfranken des 3./4. Jahrhunderts, die als Erste den Namen „Salier“ führten.

## Namensherkunft
Wahrscheinlich besteht bei der Namensentstehung ein Zusammenhang mit dem Merowinger Chlodwig I. und dem von ihm erlassenen Volksrecht, der Lex Salica. Danach wurde unter salicus bald fränkisch verstanden. Laut dem Chronisten Otto von Freising wurden als Salier die Vornehmsten der Franken bezeichnet. Der Beiname erscheint erstmals mit dynastischem Bezug Anfang des 12. Jahrhunderts als rex salicus oder reges salici in der Weltchronik des Ekkehard von Aura und konnte sich im Spätmittelalter als Bezeichnung für die Dynastie durchsetzen. Der Name bezog sich dann nur noch auf Konrad II. und seine Nachkommen. Ein lange angenommener Zusammenhang mit den Salfranken konnte nicht belegt werden.

## Geschichte

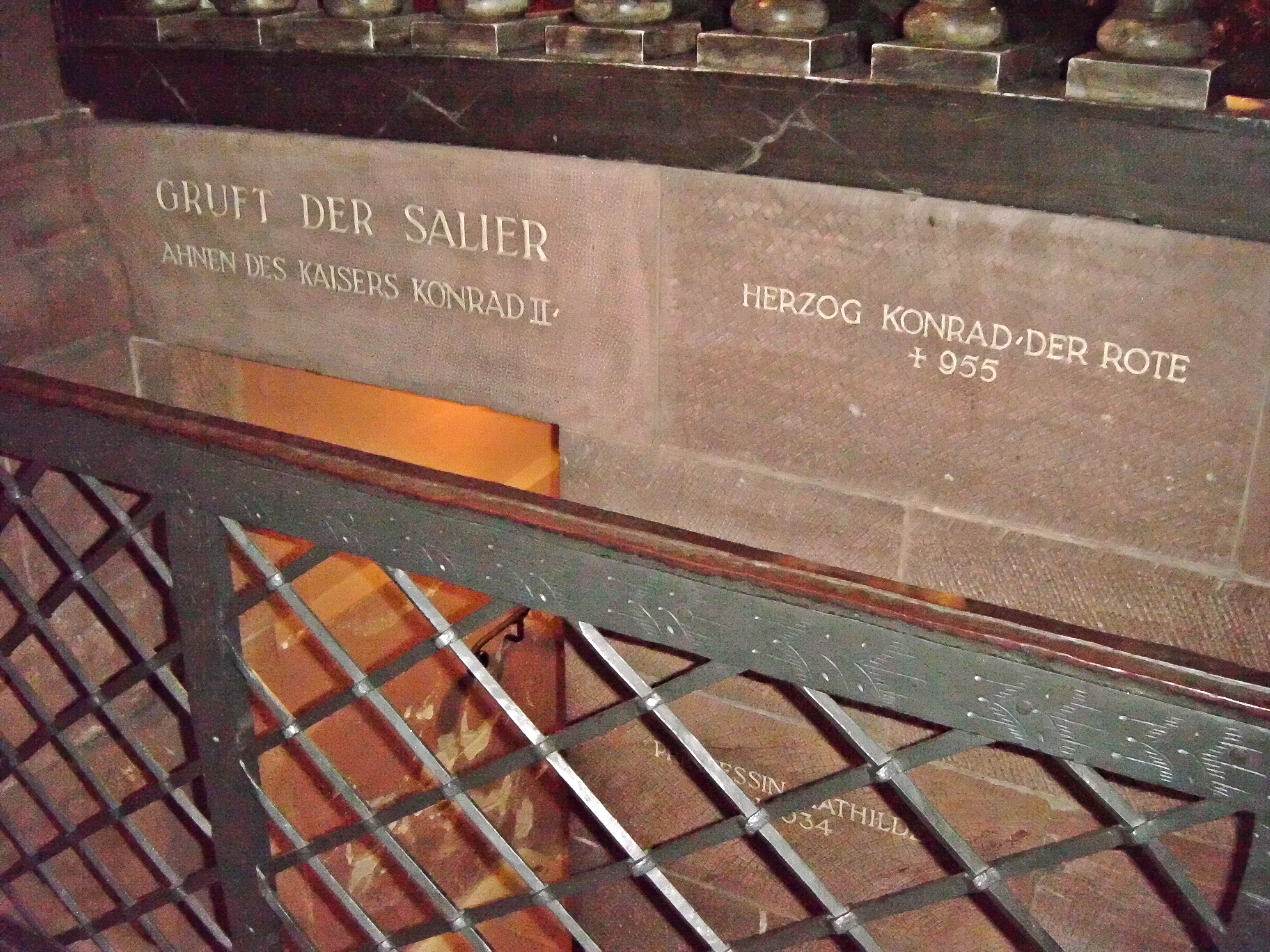
Wormser Dom, Eingang zur Saliergruft und Inschrift für Herzog Konrad den Roten

Die Salier gelten als deutsche Nebenlinie der in Italien mächtig gewordenen Widonen bzw. Lambertiner (u. a. Herzöge von Spoleto/Umbrien, König von Neustrien/Westfrankreich, König von Pavia/Lombardei) und waren durch die Mutter Konrads des Roten verschwägert mit den Konradinern. Seine Ehe mit Liutgard, der Tochter Ottos des Großen, und seine Ernennung zum Herzog von Lothringen brachten Konrad den Roten in den engsten Kreis der Königsfamilie der Liudolfinger. Bei der Königswahl von 1002 galt sein Sohn Otto von Worms als ein möglicher Kandidat. Ottos Enkel Konrad II. wurde 1024 König des ostfränkisch-deutschen Reiches und 1027 erster Kaiser aus dem Geschlecht der Salier. Konrad II. wurde zudem 1026 König von Italien und 1033 König von Burgund. Als er im Jahr 1039 starb, hinterließ er seinem Sohn Heinrich III. eine gefestigte Herrschaft. Die Gründung des Speyerer Doms, der bis 1308 als Grablege der römisch-deutschen Könige diente, geht wahrscheinlich auf Konrad zurück.
Der Niedergang der Salier wurde durch den Investiturstreit Heinrichs IV. mit Papst Gregor VII. eingeleitet, der mit dem Gang nach Canossa beigelegt wurde. Heinrich V., der letzte Salierkönig, regierte bis 1125.
Auf die Herrschaft der Salier folgte als Übergang der Sachse Lothar III. (von Supplinburg) und nach ihm der Staufer Konrad III., der über seine Mutter, die Tochter Heinrichs IV., ein Neffe des letzten salischen Kaisers Heinrich V. war.

## Persönlichkeiten

### Wichtige Familienmitglieder
- Werner I. (Präfekt des Ostlandes)
- Werner IV. (Graf im Wormsgau)
- Werner V. (Graf im Speyer- und Wormsgau bis ca. 935)
- Konrad der Rote (Herzog von Lothringen 944–953 † Schlacht auf dem Lechfeld 955)
- Otto (Herzog von Kärnten 978–983 und 995–1004)
- Heinrich (Graf im Wormsgau bis 990/1000)
- Bruno (als Gregor V. Papst 996–999)
- Wilhelm (Bischof von Straßburg 1028/1029–1047)
- Konrad I. von Kärnten (Herzog von Kärnten 1004–1011)
- Konrad II. (römisch-deutscher König ab 1024, Kaiser 1027–1039)
- Konrad II. der Jüngere von Kärnten (Herzog von Kärnten 1036–1039)
- Bruno von Würzburg (Bischof von Würzburg 1034–1045)
- Heinrich III. (römisch-deutscher Mitkönig ab 1028, König ab 1039, Kaiser 1046–1056)
- Heinrich IV. (römisch-deutscher König ab 1056, Kaiser 1084–1106)
- Konrad von Bayern (Herzog von Bayern 1054–1055)
- Konrad (römisch-deutscher Mitkönig 1087–1098)
- Heinrich V. (römisch-deutscher König ab 1098, Kaiser 1111–1125)